# NGC 2531
NGC 2531 je jedan do danas nepotvrđen objekt u zviježđu Raku. Sva promatranja poslije nisu na tom položaju uočila nikoji objekt.

## Vanjske poveznice
- SEDS: NGC 2531
- Izvangalaktička baza podataka NASA-e i IPAC-a
- Astronomska baza podataka SIMBAD
- NASA/IPAC Extragalactic Database